# Lehr (Familienname)
Lehr ist ein deutscher Familienname.

## Namensträger
- Adolf Lehr (1839–1901), alldeutscher Politiker
- Albert Lehr (1874–1960), deutscher Architekt
- Alfred Lehr (1924–2011), österreichischer Bankkaufmann, Filmproduzent und Filmwissenschaftler
- Anton Lehr (* 1931), deutscher Fußballspieler
- Antonie Lehr (1907–1997), österreichische Widerstandskämpferin, KPÖ-Funktionärin und Journalistin
- August Lehr (1871–1921), deutscher Radrennfahrer
- Birgit Lehr (* 1959), deutsche Tischtennisspielerin
- Claus-Michael Lehr (* 1961), deutscher Pharmazeutischer Technologe und Hochschullehrer
- Daniel Moriz Lehr (* 1954), deutscher Bildhauer und Maler
- Dirk Lehr (* 1969), deutscher Rechtsanwalt, Autor und Kunstsammler
- Edgar Lehr (* 1969), deutscher Zoologe und Naturschützer
- Elke Lehr (* 1962), deutsche Schwimmtrainerin
- Ernst Lehr (1896–1945), deutscher Physiker und Maschinenbauer
- Franz Lehr (1948–2009), deutscher Bühnen- und Kostümbildner
- Frido Lehr (1928–2018), Bildhauer, der in Karlsruhe lebt und arbeitet
- Friedrich Lehr (Sänger) (1814–1880), deutscher Opernsänger (Bass) und Schauspieler
- Friedrich Lehr (Politiker, 1815) (1815–1890), deutscher Landwirt und Politiker (NLP), MdR
- Friedrich Lehr (Politiker, 1917) (1917–1990), österreichischer Politiker (SPÖ) und Gewerkschafter
- Friedrich August Lehr (1771–1831), deutscher Arzt
- Friedrich Carl Lehr (1899–1922), deutscher Schriftsteller
- Georg Lehr (1807–1889), nassauischer Archivar und Hofrat
- Gernot Lehr (* 1957), deutscher Rechtsanwalt und Medienrechtler
- Gustav Lehr (1850–1892), deutscher Arzt und Kurheilanstaltsleiter
- Hans Lehr (Architekt) († nach 1943), deutscher Architekt
- Hans Lehr (Schriftsteller) (1901–1965), deutscher Schriftsteller
- Henry Solomon Lehr (1838–1923), US-amerikanischer Universitätsgründer
- Hermann Lehr (1943/1944–2018), österreichischer Balletttänzer und Schauspieler
- Johan Lehr († 1673), deutscher Glockengießer
- Johann Wilhelm Lehr (1893–1971), Wiesbadener Architekt
- John C. Lehr (1878–1958), US-amerikanischer Politiker
- Julius Lehr (1845–1894), deutscher Forstwissenschaftler und Nationalökonom
- Karl Lehr (Politiker) (1842–1919), deutscher Jurist und Kommunalpolitiker, Oberbürgermeister der Stadt Duisburg
- Karl Lehr (Jurist) (1881–1962), deutscher Jurist und Richter
- Karla Lehr (1877–1958), deutsche Malerin
- Keith Lehr (* 1963), US-amerikanischer Pokerspieler
- Kurth Lehr (* 1933), österreichischer Fußballspieler
- Leopold Franz Friedrich Lehr (1709–1744), deutscher Schriftsteller
- Marguerite Lehr (1898–1987), US-amerikanische Mathematikerin und Hochschullehrerin
- Oskar Lehr (1847–1923), preußischer Generalmajor und Hofmarschall der Großherzogin von Luxemburg
- Philip Lehr (* 1993), deutscher Eishockeyspieler
- Robert Lehr (1883–1956), deutscher Politiker (DNVP, CDU) Bürgermeister von Düsseldorf und Bundesminister
- Rudolf Lehr (Journalist, 1924) (1924–1999), deutscher Journalist und Mundartforscher
- Rudolf Lehr (Journalist, 1929) (1929–2023), österreichischer Journalist und Historiker
- Thomas Lehr (* 1957), deutscher Schriftsteller
- Thorsten Lehr (* 1977), deutscher Apotheker und Professor für Klinische Pharmazie an der Universität des Saarlandes
- Ursula Lehr (1930–2022), deutsche gerontologische Psychologin und Politikerin (CDU)
- Wolfgang Lehr (1921–2012), deutscher Intendant